# Ecpetala unduligera
Ecpetala unduligera là một loài bướm đêm trong họ Geometridae.